# 1907 في بولندا
فيما يلي قوائم الأحداث التي وقعت خلال عام 1907 في بولندا.

## كتب
من الكتب التي صدرت هذه السنة في بولندا:
- 1 سبتمبر – العميل السري من تأليف جوزيف كونراد.

## مواليد

### يناير
- 1 يناير – بيسا بار-أدون
- 11 يناير – ابراهام جوشوا هيشيل

### أبريل
- 29 أبريل – فريد زينمان

### سبتمبر
- 14 سبتمبر – الفيلسوفي سلومون اش عالم نفس أمريكي.

### ديسمبر
- 23 ديسمبر – أبراهام شتيرن

## وفيات

### مايو
- 20 مايو – أوتومار أنشستس (مواليد 1846)